# 국제 성소수자 혐오 반대의 날

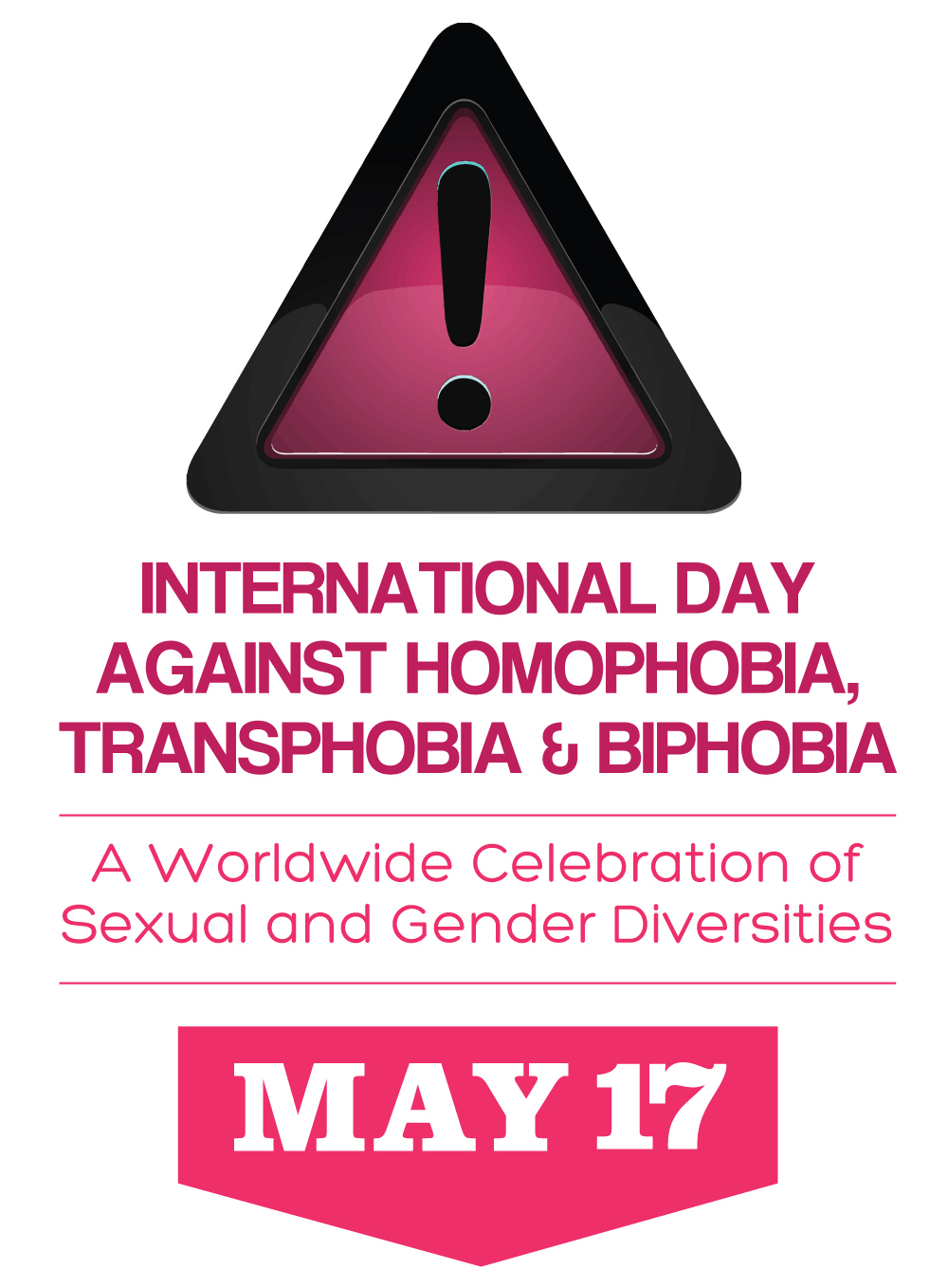

국제 성소수자 혐오 반대의 날(International Day Against Homophobia, Transphobia and Biphobia, IDAHOT 또는 IDAHOBiT) 또는 아이다홋데이는 매년 5월 17일에 열리는 행사로, 성소수자에 대한 혐오와 차별을 반대하는 날이다. 1990년 5월 17일에 지정되었으며, 게이, 레즈비언, 트랜스젠더, 양성애자 등 각종 성 소수자의 차별을 반대하는 날이다.

## 개요
1990년 5월 17일 세계 보건 기구(WHO)에서 질병 부문에서 동성애를 삭제했고, 이를 기념하여 1990년 5월 17일부터 매년 5월 17일은 성 소수자 혐오 반대의 날을 기념한다. 프랑스의 대학교수이자 동성애자 활동가인 루이 조르쥬 탱이 제안해 2005년에 국제적으로 확산되었고, 첫해에 50여개국에서 IDAHO를 기념해 캠페인부터 토론회, 거리시위, 전시, 영화제, 모임 등이 열렸고 이듬해 유럽 의회에서 동성애 혐오를 비난하는 결의문을 통해 IDAHO를 승인했다.
행사의 일자는 1990년 5월 17일 세계 보건 기구가 동성애를 국제 질병 분류에서 뺀 것을 기념해 정해졌다. 2004년 5월 17일은 매사추세츠주에서 동성결혼을 합법화한 날이기도 하다.
한편 트랜스젠더의 경우 2018년 6월 18일 세계 보건 기구(WHO)에서 정신질환 부문에서 성정체성 관련 항목들을 삭제하였다.

## 같이 보기
- 프라이드 퍼레이드
- 게이 게임스
- 인권
- 나라별 법률에 따른 성소수자의 권리
- 성소수자
- 대한민국의 성소수자
- 대한민국의 성소수자 행사
- 대한민국의 성소수자 인권단체

## 참고 자료
- 5월 17일, 국제 성소수자 혐오 반대의날 입니다.!
- 5월17일 국제성소수자혐오반대의 날 맞이, 유일한 동성애 처벌법, ‘군형법 제92조의 6’ 폐지를 위한 1만인 입법청원운동 선포 기자회견 (기자회견 날짜-5월 16일)
- 5월 17일 국제 성소수자 혐오반대의 날